# Кіреєв Андрій Петрович
Андрій Петрович Кіреєв (нар. 27 вересня 2002, Дніпропетровськ, Україна) — український футболіст, опорний півзахисник ЮКСА .

## Життєпис
Народився в Дніпропетровську. У ДЮФЛУ з 2014 по 2019 рік виступав за дніпропетровські колективи ДЮСШ-12 та «Дніпро-1». Під час зимової перерви сезону 2019/20 років переведений до дорослої команди «спортклубівців», але грав лише за молодіжну команду дніпрян. У сезоні 2020/21 років захищав кольори юнацької команди «Дніпра-1». Вперше до заявки першої команди клубу потрапив 30 вересня 2020 року, на переможний (5:3, додатковий час) виїзний поєдинок 3-го раунду кубку України проти «Гірник-Спорту». 26 вересня 2020 року вперше потрапив до заявки «Дніпра-1» на матч Прем'єр-ліги, проти «Олександрії», який завершився перемогою команди з Кіровоградської області з рахунком 4:1. В обох випадках Андрій протягом усього часу залишався на лаві запасних. Загалом у складі «Дніпра-1» в юнацьких та молодіжних чемпіонатах України зіграв 52 матчі та відзначився 3-ма голами.
У липні 2021 року відправився в оренду до «Нікополя». У футболці «городян» дебютував 25 липня 2021 року в нічийному (2:2) домашньому поєдинку 1-го туру групи «Б» Другої ліги України проти зорянських «Балкан». Кіреєв вийшов на поле в стартовому складі та відіграв увесь матч. У сезоні 2021/22 років зіграв 12 матчів у Другій лізі України та 1 поєдинок у кубку України. Наприкінці червня 2022 року повернувся до «Дніпра-1», але вже незабаром після цього залишив команду вільним агентом. З липня 2022 по березень 2023 року перебував без клубу.
На початку квітня 2023 року підписав 2-річний контракт з «Кременем». У футболці кременчуцького клубу дебютував спочатку за другу команду, 14 квітня 2023 року в програному (1:3) домашньому поєдинку 12-го туру Другої ліги України проти «Звягеля». Андрій вийшов на поле в стартовому складі, на 12-й хвилині отримав жовту картку, а на 84-й хвилині його замінив Іван Зайченко. За першу команду «Кременя» дебютував два дні по тому, 16 квітня 2023 року в програному (0:2) домашньому поєдинку чемпіонського раунду Першої ліги України проти житомирського «Полісся». Андрій вийшов на поле на 82-й хвилині замість Кирила Матвєєва.